# Jedlińsk
Jedlińsk è un comune rurale polacco del distretto di Radom, nel voivodato della Masovia.
Ricopre una superficie di 138,72 km² e nel 2004 contava 13 267 abitanti.